# 双三角锥形分子构型
化學裡的双三角锥形分子构型（trigonal bipyramid）是指分子中心有一個原子，周圍有五個原子，以雙三角錐的構型和中心原子連結。周圍原子和中心原子的鍵角不完全相同（參照五角双锥形分子构型）。這種分子構形的例子子有氣態的五氟化磷 PF5及五氯化磷 PCl5。

## 軸向及水平面

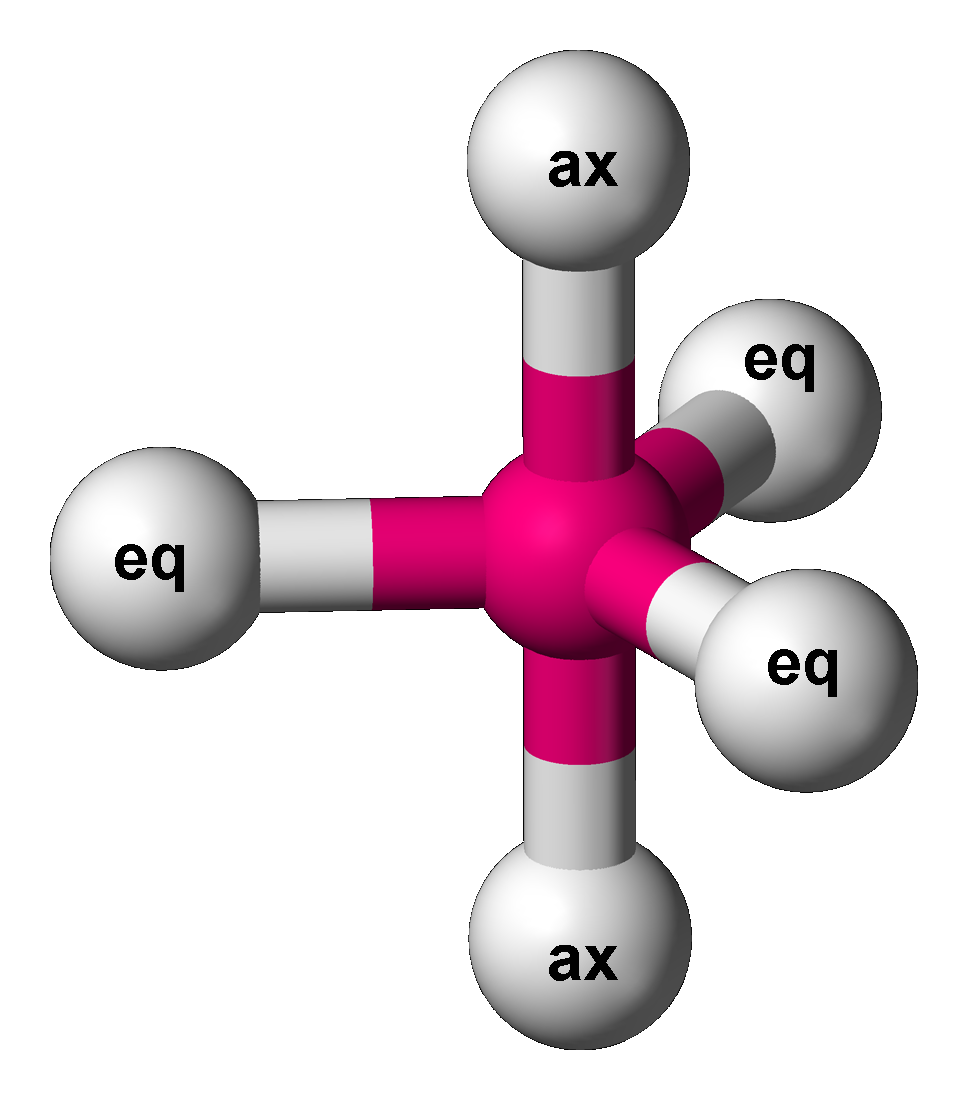
双三角锥形分子
ax代表軸向配體（在中心軸上）
eq代表水平面配體（在和中心軸垂直的平面上）

和中心原子鍵結的五個原子不完全等價，可以分為兩種不同的位子。以五氯化磷為例，磷原子和三個氯原子同一個平面，三個氯原子彼此之間相隔120度，這三個氯原子是在水平面（equatorial）位置，另外二個氯原子不在平面上，是在磷原子的的上方及下方，是在軸向（Axial）位置上。
依照分子構形的价层电子对互斥理论，軸向位置要比水平面位置要擁擠，軸向配體鄰近有三個配體與其有90度的夾角，而水平面配體鄰近只有二個配體與其有90度的夾角。若双三角锥形分子构型的五個配體均相同，軸向配體的鍵長會比水平面配體要長，因為軸向配體無法像水平面配體那麼接近中心原子。以PF5為例，軸向的P−F鍵鍵長為158 pm，水平面的P−F鍵鍵長為152 pm。PCl5的軸向鍵鍵長及水平面鍵鍵長分別是214 pm及202 pm。
在PF3Cl2中，二個氯原子都會在水平面位置上，表示氟原子的亲顶性（占軸向位置的傾向）較強，比較容易佔據軸向位置。一般而言亲顶性會隨电负性而增加，也會隨π電子吸收能力而增加，例如Cl < F < CN的例子。兩個因素都會降低接近中心原子處的鍵合區的電子密度，因此軸向位置的擁擠對這些原子影響不大。

## 有孤電子對時的相關構型
VSEPR理論也有預測一個孤電子對取代配體時的情形，其電子分佈不變，不過孤電子對會佔據一個配體的位置。若分子的孤電子對和配體加起來共有五個，其電子對分佈會和双三角锥形分子构型一樣，不過孤電子會在水平面位置上，因此產生的分子構型也會不同。
四氟化硫 SF4的中心原子為硫，周圍有四個氟原子，分別在兩個軸向位置上以及兩個水平面位置上，孤電子對在水平面位置上，依照价层电子对互斥理论，三氟化氯 ClF3屬於AX3E2分子，氟原子分別在兩個軸向位置上以及一個水平面位置上，兩個孤電子對則在水平面位置上。三碘阴离子 I3-也和双三角锥形分子构型有關，但實際分子構型是直线形分子构型，二個碘離子都在軸向位置上，而孤電子對都在水平面位置上（AX2E3）。

## 贝里假旋转
双三角锥形分子构型會出現贝里假旋转，因此使使分子發生異構化。假旋轉類似構象非對映異構體中原子移動的機制，沒有完成完整的旋轉。贝里假旋转的過程中，二個水平面配體會「移」往分子的軸向，而二個軸向配體會同時「移」往分子的水平面，會產生固定的周期性運動。贝里假旋转在一些簡單分子上格外明顯，例如五氟化磷 PF5。

## 外部連結
- Indiana University Molecular Structure Center
- Interactive molecular examples for point groups
- Molecular Modeling
- Animated Trigonal Planar Visual（页面存档备份，存于）